# Shmuel Katz
Shmuel "Mooki" Katz (en hebreo: שמואל "מוקי" כץ‎, 9 de diciembre de 1914 - 9 de mayo de 2008) fue un escritor, historiador y periodista israelí. Antes de la formación del Estado de Israel, fue activista sionista y miembro del Alto Mando del Irgun. Fue miembro de la primera Knesset y también es conocido por su biografía del líder judío Ze'ev Jabotinsky.

## Biografía
Katz nació en Johannesburgo, Sudáfrica. Sus padres fueron Alexander y Luba Katz. En 1930, se unió al movimiento Betar. En 1936 Katz emigró al Eretz Israel como secretario de Michael Haskel, el cónsul honorario de Sudáfrica. Poco después de su llegada, se unió al Irgun. En 1939 Ze'ev Jabotinsky lo envió a Londres para hablar sobre temas relacionados con Palestina. Mientras estuvo allí, fundó la publicación revisionista "The Jewish Standard" y fue su editor entre 1939-1941 y en 1945.
En 1946, Katz regresó a la Eretz Israel y se unió al cuartel general del Irgun, donde participó activamente en el aspecto de las relaciones exteriores. Fue uno de los siete miembros del alto mando del Irgun, así como portavoz de la organización. Katz también se desempeñó como comandante del Irgun en Jerusalén durante la Guerra de la Independencia. Menachem Begin escribió en "La revuelta" que Katz "fue el oficial responsable de Jerusalén hasta la disolución de los regimientos militares del Irgun Zvai Leumi".

## Carrera política
En 1977, Katz se convirtió en "Asesor del Primer Ministro para Información en el Extranjero" de Menachem Begin. Acompañó a Begin en dos viajes a Washington D. C. y se le pidió que explicara algunos puntos al presidente Jimmy Carter. Renunció a esta tarea el 5 de enero de 1978 debido a diferencias con el gabinete sobre propuestas de paz con Egipto. Luego, Katz estuvo activo con el partido Tehiya durante algunos años y más tarde con Herut - El Movimiento Nacional después de que se separó del gobernante Likud.

## Carrera literaria
El libro de Katz "Campo de batalla: realidad y fantasía en Palestina" describe las raíces del conflicto árabe-israelí e intenta refutar los mitos antisionistas y la propaganda árabe. Katz es el autor de una biografía de dos volúmenes de Jabotinsky titulada Lone Wolf, A Biography of Vladimir (Ze'ev) Jabotinsky. Además, publicó una columna regular durante muchos años en The Jerusalem Post.

### Obras publicadas

#### Libros
- Days of Fire (1966, hebreo; 1968, edición en inglés de Doubleday)[16]